# Scottish League Two 2016/17
Die Scottish League Two wurde 2016/17 zum vierten Mal als vierthöchste Fußball-Spielklasse der Herren in Schottland ausgetragen. Die Liga wurde offiziell als Ladbrokes Scottish League Two ausgetragen. Die Liga war nach der Premiership, Championship und League One eine der vier Ligen in der 2013 gegründeten Scottish Professional Football League. Gefolgt wurde die League Two von den regionalen Ligen, der Highland und Lowland Football League. Die Saison wurde von der Scottish Professional Football League geleitet und begann am 6. August 2016. Die Spielzeit endete mit dem 36. Spieltag am 6. Mai 2017.
In der Saison 2016/17 traten zehn Klubs in insgesamt 36 Spieltagen gegeneinander an. Jedes Team spielt jeweils zweimal zu Hause und auswärts gegen jedes andere Team. Als Absteiger aus der letztjährigen League One kamen Forfar Athletic sowie der in der Relegation gescheiterte FC Cowdenbeath in die League Two. Als Sieger der Relegation kam Edinburgh City aus der Lowland Football League dazu.
Der FC Arbroath sicherte sich die Meisterschaft und den Aufstieg in die dritte Liga. Forfar Athletic, Annan Athletic und der FC Montrose erreichten die Aufstiegsrelegation. Forfar sicherte sich dabei den Aufstieg in die League One. Der FC Cowdenbeath trat in der Abstiegsrelegation an. Den Abstieg konnte der Verein verhindern. Torschützenkönig wurde mit 18 Treffern Shane Sutherland von Elgin City.

## Vereine

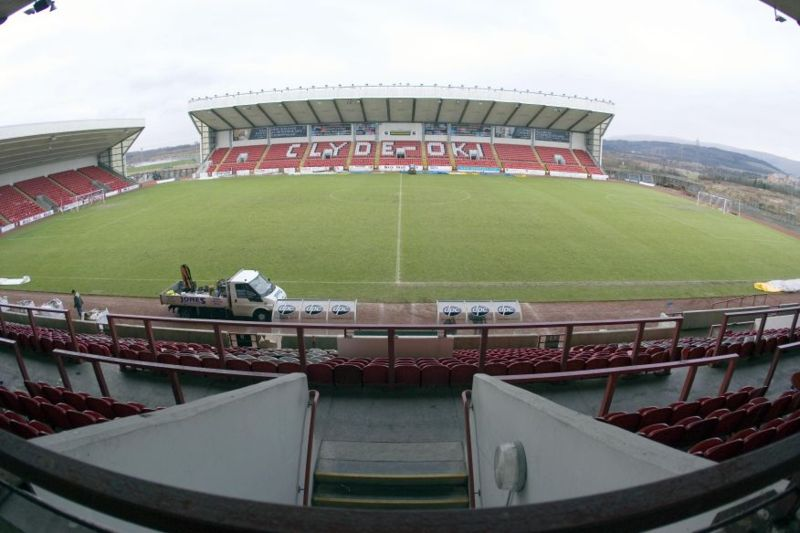
Broadwood Stadium

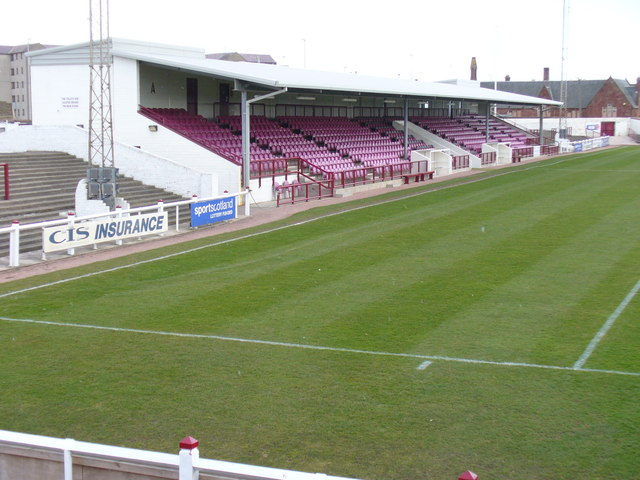
Gayfield Park

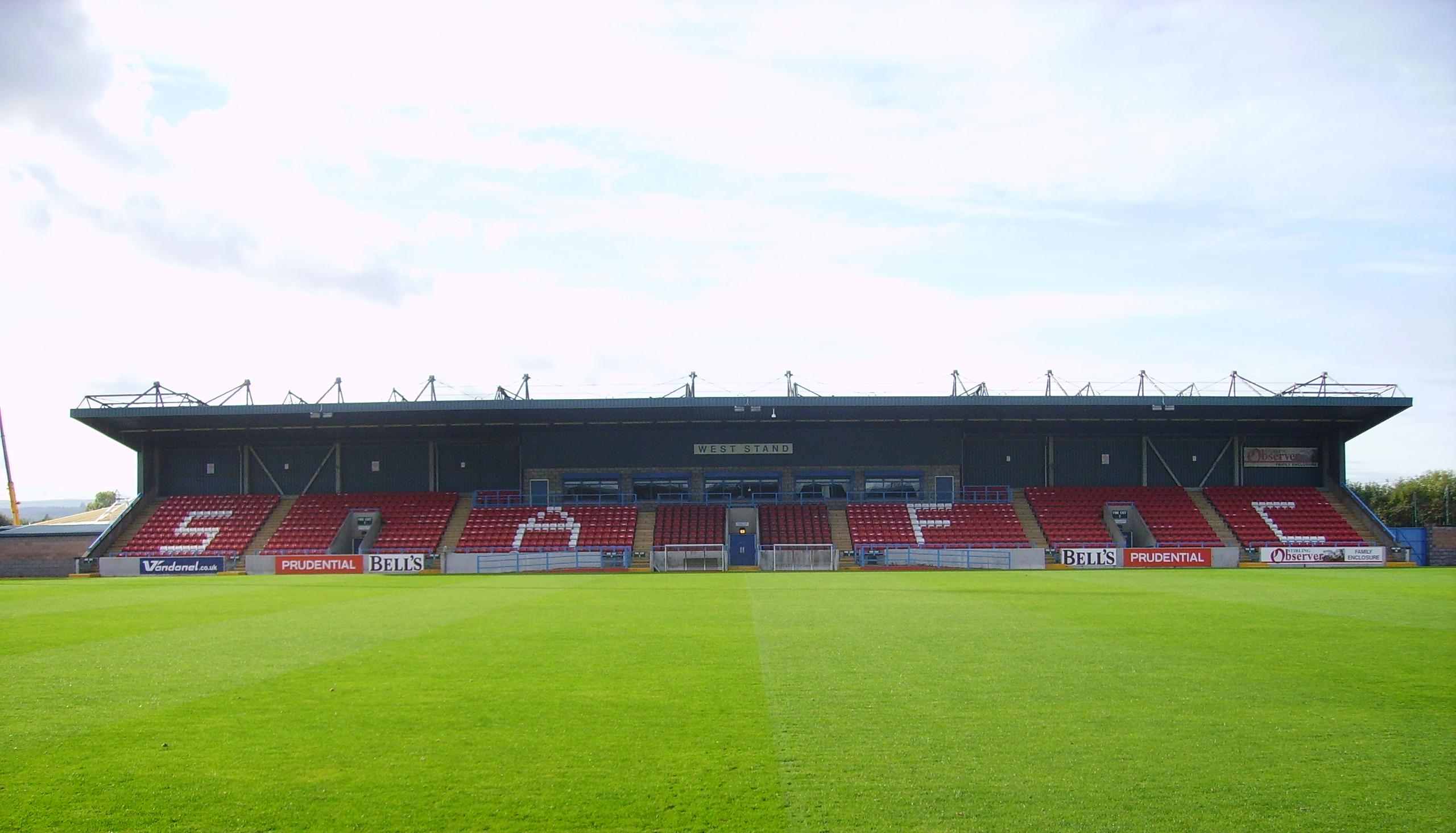
Forthbank Stadium

| Verein          | Stadt              | Stadion            | Kapazität |
| --------------- | ------------------ | ------------------ | --------- |
| Annan Athletic  | Annan              | Galabank           | 02.514    |
| FC Arbroath     | Arbroath           | Gayfield Park      | 06.600    |
| Berwick Rangers | Berwick-upon-Tweed | Shielfield Park    | 04.131    |
| FC Clyde        | Cumbernauld        | Broadwood Stadium  | 08.029    |
| FC Cowdenbeath  | Cowdenbeath        | Central Park       | 04.309    |
| Edinburgh City  | Edinburgh          | Meadowbank Stadium | 16.500    |
| Elgin City      | Elgin              | Borough Briggs     | 04.520    |
| Forfar Athletic | Forfar             | Station Park       | 06.777    |
| FC Montrose     | Montrose           | Links Park         | 03.292    |
| Stirling Albion | Stirling           | Forthbank Stadium  | 03.808    |

## Statistiken

### Tabelle
| Pl. | Verein              | Sp. | S  | U  | N  | Tore    | Diff. | Punkte |
| --- | ------------------- | --- | -- | -- | -- | ------- | ----- | ------ |
| 1.  | FC Arbroath         | 36  | 18 | 12 | 6  | 063:360 | +27   | 66     |
| 2.  | Forfar Athletic (A) | 36  | 18 | 10 | 8  | 069:490 | +20   | 64     |
| 3.  | Annan Athletic      | 36  | 18 | 4  | 14 | 061:580 | +3    | 58     |
| 4.  | FC Montrose         | 36  | 14 | 10 | 12 | 044:530 | −9    | 52     |
| 5.  | Elgin City          | 36  | 14 | 9  | 13 | 067:470 | +20   | 51     |
| 6.  | Stirling Albion     | 36  | 12 | 11 | 13 | 050:590 | −9    | 47     |
| 7.  | Edinburgh City (N)  | 36  | 11 | 10 | 15 | 038:450 | −7    | 43     |
| 8.  | Berwick Rangers     | 36  | 10 | 10 | 16 | 050:650 | −15   | 40     |
| 9.  | FC Clyde            | 36  | 10 | 8  | 18 | 049:640 | −15   | 38     |
| 10. | FC Cowdenbeath (A)  | 36  | 9  | 8  | 19 | 040:550 | −15   | 35     |

Platzierungskriterien: 1. Punkte – 2. Tordifferenz – 3. geschossene Tore – 4. Direkter Vergleich (Punkte, Tordifferenz, geschossene Tore)
| Zum Saisonende 2016/17:                                                                                                |                                                    |
| Aufsteiger in die Scottish League One 2017/18 Teilnahme an den Aufstieg-Play-offs Teilnahme an der Abstiegs-Relegation |                                                    |
| |                                                    |
| Zum Saisonende 2015/16:                                                                                                |                                                    |
| (A) | Absteiger aus der Scottish League One 2015/16      |
| (N) | Aufsteiger aus der Lowland Football League 2015/16 |

## Relegation
Teilnehmer an den Relegationsspielen sind der Zehntplatzierte der diesjährigen League Two, sowie die beiden Meister aus der Highland- und Lowland Football League, der FC East Kilbride und Buckie Thistle. Der Sieger der ersten Runde spielt in der zweiten Runde gegen den League-Two-Verein um einen Platz für die folgende Saison 2017/18.
Erste Runde
Die Spiele wurden am 29. April und 6. Mai 2017 ausgetragen.
|                | Gesamt |                  | Hinspiel | Rückspiel |
| -------------- | ------ | ---------------- | -------- | --------- |
| Buckie Thistle | 3:4    | FC East Kilbride | 2:2      | 1:2       |

Zweite Runde
Die Spiele wurden am 13. und 20. Mai 2017 ausgetragen.
|                  | Gesamt          |                | Hinspiel | Rückspiel |
| ---------------- | --------------- | -------------- | -------- | --------- |
| FC East Kilbride | 1:1 (3:5 i. E.) | FC Cowdenbeath | 0:0      | 1:1       |